# Marcel Drlík
Marcel Drlík (* 10. února 1971 Praha) je český chirurg. V roce 2000 se zúčastnil humanitární mise ve Středoafrické republice. Je jedním ze zakladatelů obecně prospěšné společnosti SIRIRI, jejímž cílem je pomoc Středoafrické republice zejména v oblasti školství, zdravotnictví a zemědělství.

## Život
Po absolvování studia medicíny pracoval na chirurgickém oddělení nemocnice v Brandýse nad Labem a později na klinice kardiochirurgie v pražském IKEMU. Poté se stal lékařem Kliniky dětské chirurgie a traumatologie Thomayerovy nemocnice.
V roce 2000 pracoval v nemocnici ve Středoafrické republice. Později se tam ještě několikrát na kratší dobu vrátil.
V roce 2006 se stal jedním ze šesti zakladatelů společnosti SIRIRI, která se snaží „pomáhat Středoafričanům postavit se na vlastní nohy“. Spolupracuje přitom s misií bosých karmelitánů ve Středoafrické republice.

## Dílo
- Český lékař v srdci Afriky, Portál Praha 2003